# Quartettsatz, D 103 (Schubert)
El Quartettsatz en do menor, D. 103 (en català: Moviment de quartet en do menor), fou compost per Franz Schubert el 1814. Es creu que podria ser l'únic moviment supervivent d'un quartet complet en do menor.

## Antecedents
Es creu que aquest moviment seria un dels diversos quartets venuts a Anton Diabelli per Ferdinand Schubert després de la mort del seu germà el 1828. Quedaren sense publicar i el manuscrit supervivent, que comprèn un moviment incomplet que finalitza amb una recapitulació va ser adquirida per la Gesellschaft der Musikfreunde durant la darrera meitat del segle xix. El musicòleg Alfred Orel va preparar una versió interpretable que va ser publicada el 1939.

## Estructura
La composició completada per ser interpretada consisteix en un sol moviment amb les indicacions Grave - Allegro i dura al voltant de 8 minuts.